# Mistrzostwa Świata w Kajakarstwie 1985
19. Mistrzostwa świata w kajakarstwie odbyły się w 1985 w Mechelen.
Rozegrano 15 konkurencji męskich i 3 kobiece. Mężczyźni startowali w kanadyjkach jedynkach (C-1) i dwójkach (C-2) oraz w kajakach jedynkach (K-1), dwójkach (K-2) i czwórkach (K-4), zaś kobiety w kajakach jedynkach, dwójkach i czwórkach. Liczba i rodzaj konkurencji nie zmieniły się od poprzednich mistrzostw.
Pierwsze miejsce w klasyfikacji medalowej wywalczyli reprezentanci Niemieckiej Republiki Demokratycznej.

## Medaliści

### Mężczyźni

#### Kanadyjki
| Konkurencja: | Złoto:                                     | Rezultat | Srebro:                                        | Rezultat | Brąz:                                      | Rezultat |
| C-1 500 m    | Olaf Heukrodt                              | 1:52,77  | Anatolij Wołkow                                | 1:52,81  | Aurel Macarencu                            | 1:54,20  |
| C-1 1000 m   | Ivans Klementjevs                          | 4:01,84  | Ulrich Eicke                                   | 4:02,32  | Aurel Macarencu                            | 4:02,53  |
| C-1 10 000 m | Jiří Vrdlovec                              | 47:52,36 | Tachir Kamaletdinow                            | 48:38,47 | Attila Lipták                              | 49:56,19 |
| C-2 500 m    | Węgry · János Sarusi Kis · István Vaskuti  | 1:41,36  | Polska · Marek Łbik · Marek Dopierała          | 1:43,28  | NRD · Ulrich Papke · Uwe Madeja            | 1:43,29  |
| C-2 1000 m   | NRD · Olaf Heukrodt · Alexander Schuck     | 3:37,58  | Jugosławia · Matija Ljubek · Mirko Nišović     | 3:37,87  | Polska · Marek Łbik · Marek Dopierała      | 3:39,64  |
| C-2 10 000 m | Jugosławia · Matija Ljubek · Mirko Nišović | 45:43,09 | Wielka Brytania · Andrew Train · Stephen Train | 45:58,56 | Bułgaria · Matej Kałpakow · Todor Kałpakow | 46:13,71 |

#### Kajaki
| Konkurencja:  | Złoto:                                                                             | Rezultat | Srebro:                                                                         | Rezultat | Brąz:                                                                        | Rezultat |
| K-1 500 m     | Andreas Stähle                                                                     | 1:44,17  | Oliver Seack                                                                    | 1:45,17  | Bernard Brégeon                                                              | 1:45,47  |
| K-1 1000 m    | Ferenc Csipes                                                                      | 3:40,23  | Heiko Zinke                                                                     | 3:40,40  | Karl Sundqvist                                                               | 3:43,46  |
| K-1 10 000 m< | Greg Barton                                                                        | 44:42,49 | László Nieberl                                                                  | 44:43,67 | Grant Bramwell                                                               | 44:43,94 |
| K-2 500 m     | Nowa Zelandia · Ian Ferguson · Paul MacDonald                                      | 1:33,23  | NRD · Guido Behling · Hans-Jörg Bliesener                                       | 1:33,50  | ZSRR · Wiktor Pusiew · Siergiej Supierata                                    | 1:33,93  |
| K-2 1000 m    | Francja · Pascal Boucherit · Philippe Boccara                                      | 3:22,75  | ZSRR · Wiktor Pusiew · Siergiej Supierata                                       | 3:23,43  | Kanada · Don Brien · Colin Shaw                                              | 3:24,38  |
| K-2 10 000 m  | Szwecja · Mikael Berger · Conny Edholm                                             | 40:40,71 | Węgry · István Szabó · István Tóth                                              | 40:45,50 | Włochy · Francesco Uberti · Daniele Scarpa                                   | 40:55,73 |
| K-4 500 m     | NRD · André Wohllebe · Frank Fischer · Peter Hempel · Heiko Zinke                  | 1:24,29  | ZSRR · Aleksandr Biełow · Ihor Hajdamaka · Wiktor Denisow · Aleksandr Wodowatow | 1:25,69  | Szwecja · Karl Sundqvist · Per-Inge Bengtsson · Lars-Erik Moberg · Per Lundh | 1:26,10  |
| K-4 1000 m    | Szwecja · Per-Inge Bengtsson · Lars-Erik Moberg · Karl Sundqvist · Bengt Andersson | 2:59,24  | ZSRR · Aleksandr Myzgin · Ihor Hajdamaka · Artūras Vieta · Aleksandr Wodowatow  | 3:00,11  | NRD · Guido Behling · Hans-Jörg Bliesener · Peter Hempel · Andreas Stähle    | 3:00,24  |
| K-4 10 000 m  | Węgry · Zsolt Böjti · Tibor Helyi · Zoltán Kovács · Kálmán Petrovics               | 36:21,01 | Szwecja · Tommy Karls · Bengt Andersson · Peter Ekström · Torbjörn Thoresson    | 36:21,35 | Dania · Brian Kragh · Thor Nielsen · Lars Koch · Henrik Christiansen         | 36:26,29 |

### Kobiety

#### Kajaki
| Konkurencja: | Złoto:                                                            | Rezultat | Srebro:                                                                            | Rezultat | Brąz:                                                          | Rezultat |
| K-1 500 m    | Birgit Schmidt                                                    | 1:55,36  | Nelli Jefremowa                                                                    | 1:58,84  | Agneta Andersson                                               | 1:59,15  |
| K-2 500 m    | NRD · Birgit Schmidt · Carsta Kühn                                | 1:43,72  | Węgry · Éva Rakusz · Rita Kőbán                                                    | 1:46,52  | Holandia · Annemiek Derckx · Annemarie Cox                     | 1:47,95  |
| K-4 500 m    | NRD · Birgit Schmidt · Carsta Kühn · Heike Singer · Kathrin Giese | 1:35,42  | ZSRR · Jelena Dudina · Nelli Jefremowa · Irina Sałomykowa · Gulnora Szarafudtinowa | 1:36,46  | Węgry · Katalin Gyulai · Erika Géczi · Éva Rakusz · Rita Kőbán | 1:37,41  |

## Klasyfikacja medalowa
| Miejsce | Państwo           | Złoto | Srebro | Brąz | Razem |
| ------- | ----------------- | ----- | ------ | ---- | ----- |
| 1       | NRD               | 7     | 2      | 2    | 11    |
| 2       | Węgry             | 3     | 3      | 2    | 8     |
| 3       | Szwecja           | 2     | 1      | 3    | 6     |
| 4       | ZSRR              | 1     | 7      | 1    | 9     |
| 5       | Jugosławia        | 1     | 1      | 0    | 2     |
| 6       | Francja           | 1     | 0      | 1    | 2     |
| 6       | Nowa Zelandia     | 1     | 0      | 1    | 2     |
| 8       | Czechosłowacja    | 1     | 0      | 0    | 1     |
| 8       | Stany Zjednoczone | 1     | 0      | 0    | 1     |
| 10      | RFN               | 0     | 2      | 0    | 2     |
| 11      | Polska            | 0     | 1      | 1    | 2     |
| 12      | Wielka Brytania   | 0     | 1      | 0    | 1     |
| 13      | Rumunia           | 0     | 0      | 2    | 2     |
| 14      | Bułgaria          | 0     | 0      | 1    | 1     |
| 14      | Dania             | 0     | 0      | 1    | 1     |
| 14      | Holandia          | 0     | 0      | 1    | 1     |
| 14      | Kanada            | 0     | 0      | 1    | 1     |
| 14      | Włochy            | 0     | 0      | 1    | 1     |
|         | Razem             | 18    | 18     | 18   | 54    |